# Instituto de Políticas de Migraciones Internacionales y Asilo
El Instituto de Políticas de Migraciones Internacionales y Asilo (IPMA) es un organismo de la Universidad Nacional de Tres de Febrero destinado a hacer investigaciones sobre migraciones. Se creó a partir de un convenio entre la Dirección Nacional de Migraciones y la UNTREF en el año 2012.
El propósito del organismo es perfeccionar y crear nuevas habilidades que sean útiles a los organismos gubernamentales y ciudadanía en general con todo lo referente al derecho internacional de los migrantes.